# Mijailo Mijailović
Mijailo Mijailović (serbisk: Мијаило Мијаиловић) (født 6. december 1978 i Stockholm, Sverige) er en serbisk-svensk morder, der ved Stockholms Tingsrätt, Svea Hovrätt og Högsta Domstolen er kendt skyldig i drabet på Sveriges daværende udenrigsminister Anna Lindh i stormagasinet Nordiska Kompaniet i det centrale Stockholm 10. september 2003.
Den dengang 24-årige Mijailović blev pågrebebet en fredag morgen cirka to uger efter mordet på Anna Lindh. Samme dag blev en anholdt, som politiet tidligere havde mistænkt, løsladt. Der var tungtvejende beviser for, at Mijailović stod bag drabet, ikke mindst efter de tekniske undersøgelser var afsluttet. 6. januar 2004 erkendte han, at han var Anna Lindhs morder. Rättsmedicinalverket gennemførte en retspsykiatrisk undersøgelse af ham, der blev fremlagt 9. marts, og som viste, at han var tilstrækkelig rask til at afsone en straf. 23. marts 2004 idømtes Mijailo Mijailović fængsel på livstid ved Stockholms tingsrätt. Han ankede dommen til Svea Hovrätt. Hans forsvarer krævede frifindelse med den begrundelse, at hans klient led af en alvorlig psykisk sygdom og således var sindssyg i gerningsøjeblikket. 8. juli idømte Svea Hovrätt ham en behandlingsdom. Mijailović fremførte i sommeren 2004 krav om af afsone sin straf i et serbisk fængsel af frygt for at blive angrebet i et svensk fængsel. Ved samme lejlighed ansøgte han om at ophæve sit svenske statsborgerskab. Den ansøgning imødekom Migrationsverket 20. september. Punktummet for sagen blev sat 2. december 2004, da Högsta Domstolen omstødte hovrättens dom og idømte Mijailović fængsel på livstid. Hans ønske om at afsone i Serbien er ikke siden blevet opfyldt.
Det tyder ikke på, at drabet på Anna Lindh var politisk motiveret, men svenske medier dokumenterede efter hans anholdelse, at han dagen før drabet havde været til stede på Sergels Torg i Stockholm, hvor Folkpartiets daværende formand, Lars Leijonborg, holdt tale.